# Willem Schweitzer
Wilhelmus Josephus Bernardus Schweitzer (Amsterdam, 19 maart 1880 – Heerlen, 12 augustus 1962) was de tweede directeur van de steenkolenmijnen Laura en Vereeniging te Eygelshoven in de Nederlandse provincie Limburg. Hij geldt als een der grondleggers en promotors van de Limburgse mijnindustrie.

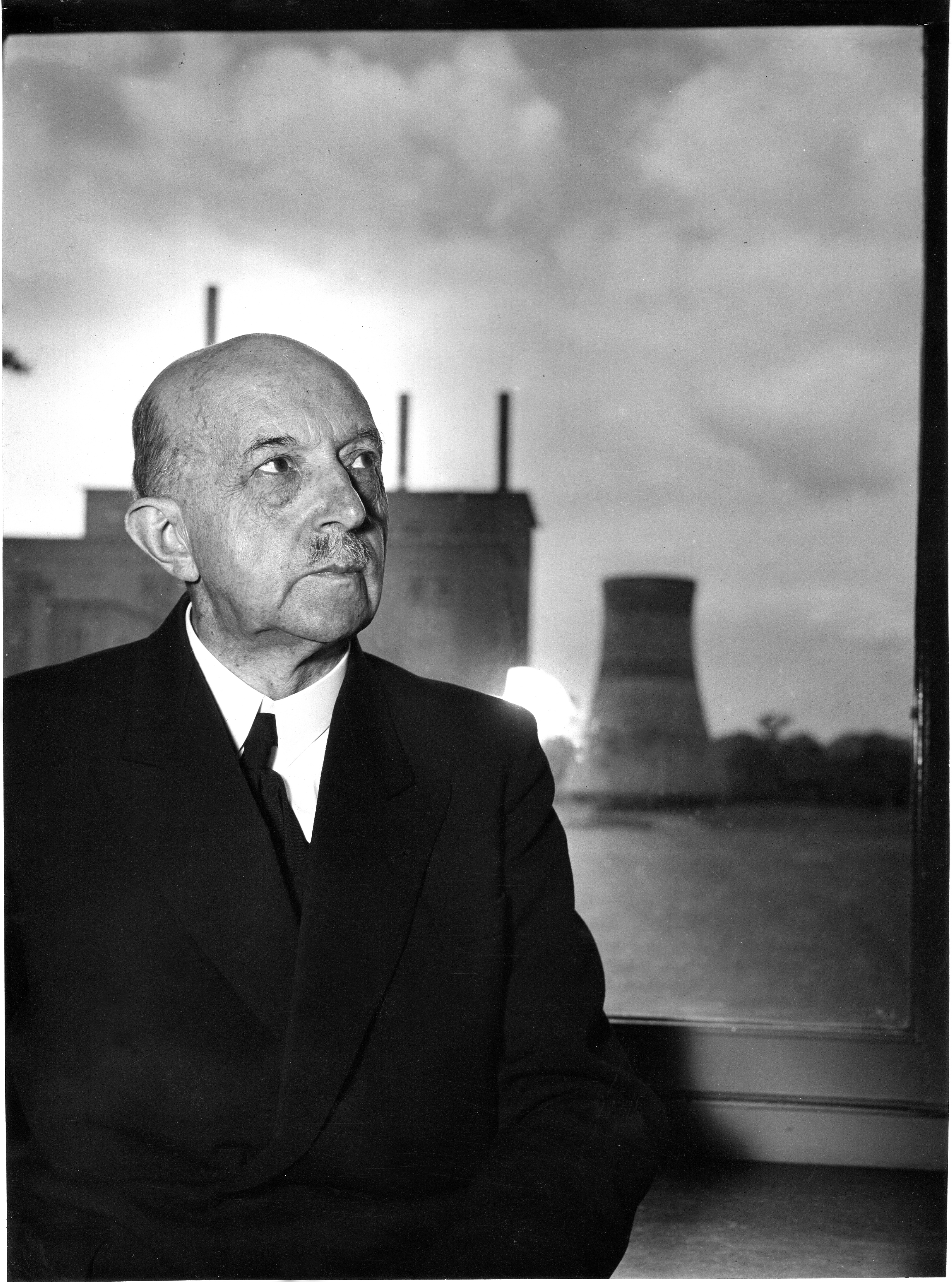
Willem Schweitzer 1941

Willem Schweitzer volgde te Amsterdam het gymnasium en de Hogere Handelsschool. In 1899 vond hij werk als employé bij de Oranje Nassaumijnen te Heerlen. In 1901 trad hij in dienst bij Laura & Vereeniging als boekhouder en kassier. Al in 1910 promoveerde hij tot commercieel directeur van deze onderneming, waarna hij, in 1925, de algemene leiding van het bedrijf overnam van directeur P.H.R. (Raymond) Pierre. Zijn directeurschap duurde tot 1946. Mede onder zijn leiding legde de onderneming een tweede mijnzetel aan: de mijn Julia die in 1926 in productie kwam. Zijn opvolger, ir. G.H. Edixhoven, memoreert: “Aan vrijwel alle instellingen die in de beginperiode tot stand kwamen ten bate van het personeel van de mijnen heeft hij zijn energieke medewerking verleend. Groot vriend van dr. Poels (Henri Poels) als hij was, steunde hij diens sociale initiatieven.” Een van die initiatieven was de bouw van het mijnwerkersdorp Lauradorp. 
Zijn zoon Leo Schweitzer is burgemeester van Vlijmen geweest.

## Nevenfuncties
- Medeoprichter van het St. Josephziekenhuis te Heerlen en voorzitter van het college van regenten.
- Curator Katholieke Economische Hogeschool Tilburg.
- Lid van de raad van directeuren van de ENCI, Maastricht.
- Bestuurslid Heerlense Ambachts- en Mijnschool.
- Lid van de gemeenteraad van Heerlen.
- Bestuurslid van de Stichting Thuis Best.

## Onderscheidingen en straatnamen
- Officier in de Orde van Oranje-Nassau (1924)
- Ridder in de Orde van Sint-Gregorius de Grote (1929)
- Ridder in de Orde van de Nederlandse Leeuw (1949)

- In Heerlen-Welten ligt de W. Schweitzerlaan. Eygelshoven-Hopel heeft een Schweitzerstraat.